# Parectopa ophidias
Parectopa ophidias là một loài bướm đêm thuộc họ Gracillariidae. Loài này có ở Nam Úc.